# Cyclopera gallienii
Cyclopera gallienii är en fjärilsart som beskrevs av Pierre E.L. Viette 1960. Cyclopera gallienii ingår i släktet Cyclopera och familjen nattflyn. Inga underarter finns listade i Catalogue of Life.